# Edson (Wisconsin)
Edson es un pueblo ubicado en el condado de Chippewa en el estado estadounidense de Wisconsin. En el Censo de 2010 tenía una población de 1089 habitantes y una densidad poblacional de 7,79 personas por km².

## Geografía
Edson se encuentra ubicado en las coordenadas 44°54′5″N 91°1′12″O / 44.90139, -91.02000. Según la Oficina del Censo de los Estados Unidos, Edson tiene una superficie total de 139.8 km², de la cual 139.67 km² corresponden a tierra firme y (0.09%) 0.12 km² es agua.

## Demografía
Según el censo de 2010, había 1089 personas residiendo en Edson. La densidad de población era de 7,79 hab./km². De los 1089 habitantes, Edson estaba compuesto por el 98.44% blancos, el 0.09% eran afroamericanos, el 0.37% eran amerindios, el 0.09% eran asiáticos, el 0% eran isleños del Pacífico, el 0.55% eran de otras razas y el 0.46% pertenecían a dos o más razas. Del total de la población el 1.47% eran hispanos o latinos de cualquier raza.